# Classe ATC G03
La classe ATC G03, dénommée « Hormones sexuelles et modulateurs de la fonction génitale », est un sous-groupe thérapeutique de la classification anatomique, thérapeutique et chimique, développée par l'OMS pour classer les médicaments et autres produits médicaux. La classe ATC vétérinaire correspondante dans la classification ATCvet est QG03. Le sous-groupe présenté ici est celui établi par l'OMS, et peut donc différer des versions dérivées utilisées dans certains pays. Il fait partie du groupe anatomique G de la classification, intitulé « Système génito-urinaire et hormones sexuelles ».

## G03A Contraceptifs hormonaux à usage systémique

### G03AA Progestatifs et estrogènes en association fixe
G03AA01 Étynodiol (en) et éthinylestradiol
G03AA02 Quingestanol (en) et éthinylestradiol
G03AA03 Lynestrénol (en) et éthinylestradiol
G03AA04 Mégestrol et éthinylestradiol
G03AA05 Noréthistérone et éthinylestradiol
G03AA06 Norgestrel (en) et éthinylestradiol
G03AA07 Lévonorgestrel et éthinylestradiol
G03AA08 Médroxyprogestérone et éthinylestradiol
G03AA09 Désogestrel (en) et éthinylestradiol
G03AA10 Gestodène (en) et éthinylestradiol
G03AA11 Norgestimate (en) et éthinylestradiol
G03AA12 Drospirénone (en) et éthinylestradiol
G03AA13 Norelgestromine (en) et éthinylestradiol
G03AA14 Nomégestrol (en) et estradiol
G03AA15 Chlormadinone (en) et éthinylestradiol
G03AA16 Diénogest (en) et éthinylestradiol

### G03AB Progestatifs et estrogènes pour administration séquentielle
G03AB01 Mégestrol et éthinylestradiol
G03AB02 Lynestrénol (en) et éthinylestradiol
G03AB03 Lévonorgestrel et éthinylestradiol
G03AB04 Noréthistérone et éthinylestradiol
G03AB05 Désogestrel (en) et éthinylestradiol
G03AB06 Gestodène (en) et éthinylestradiol
G03AB07 Chlormadinone (en) et éthinylestradiol
G03AB08 Diénogest (en) et estradiol

### G03AC Progestatifs
G03AC01 Noréthistérone
G03AC02 Lynestrénol (en)
G03AC03 Lévonorgestrel
G03AC04 Quingestanol (en)
G03AC05 Mégestrol
G03AC06 Médroxyprogestérone
G03AC07 Norgestriénone (en)
G03AC08 Etonogestrel
G03AC09 Désogestrel
G03AC10 Drospirenone

### G03AD Contraception d'urgence
G03AD01 Lévonorgestrel
G03AD02 Ulipristal

## G03B Androgènes

### G03BA Dérivés du 3-oxoandrostène
G03BA01 Fluoxymestérone
G03BA02 Méthyltestostérone (en)
G03BA03 Testostérone

### G03BB Dérivés de la 5-andorstan-3-one
G03BB01 Mestérolone (en)
G03BB02 Androstanolone

## G03C Estrogènes

### G03CA Estrogènes naturels et hémisynthétiques non associés
G03CA01 Éthinylestradiol
G03CA03 Estradiol
G03CA04 Estriol
G03CA06 Chlorotrianisène (en)
G03CA07 Estrone
G03CA09 Promestriène (en)
G03CA53 Estradiol, associations
G03CA57 Estrogènes conjuguées

### G03CB Estrogènes synthétiques non associés
G03CB01 Diénestrol (en)
G03CB02 Diéthylstilbestrol
G03CB03 Méthallenestril (en)
G03CB04 Moxestrol (en)

### G03CC Estrogènes en association avec d'autres substances
G03CC02 Diénestrol (en)
G03CC03 Méthallenestril (en)
G03CC04 Estrone
G03CC05 Diéthylstilbestrol
G03CC06 Estriol
G03CC07 Estrogènes conjuguées et bazédoxifène

### G03CX Autres estrogènes
G03CX01 Tibolone

## G03D Progestatifs

### G03DA Dérivés pregnène-4
G03DA01 Gestonorone (en)
G03DA02 Médroxyprogestérone
G03DA03 Hydroxyprogestérone
G03DA04 Progestérone
QG03DA90 Proligestone

### G03DB Dérivés pregnadiène
G03DB01 Dydrogestérone (en)
G03DB02 Mégestrol
G03DB03 Médrogestone (en)
G03DB04 Nomégestrol (en)
G03DB05 Démégestone (en)
G03DB06 Chlormadinone (en)
G03DB07 Promégestone (en)
G03DB08 Diénogest (en)

### G03DC Dérivés estrène
G03DC01 Allylestrénol (en)
G03DC02 Noréthistérone
G03DC03 Lynestrénol (en)
G03DC04 Éthistérone (en)
G03DC06 Étynodiol (en)
G03DC31 Méthylestrénolone (en)

### QG03DX Autres progestatifs
« QFG03DX90 » Altrénogest (en)
« QFG03DX91 » Delmadinone (en)

## G03E Androgènes et hormones sexuelles femelles en association

### G03EA Androgènes et estrogènes
G03EA01 Méthyltestostérone (en) et estrogène
G03EA02 Testostérone et estrogène
G03EA03 Prastérone et estrogène

### G03EB Androgène, progestatif et estrogène en association
Classe vide.

### G03EK Androgènes et hormones sexuelles femelles en association avec d'autres substances
G03EK01 Méthyltestostérone (en)

## G03F Progestatifs et estrogènes en association

### G03FA Progestatifs et estrogènes en association
G03FA01 Noréthistérone et estrogène
G03FA02 Hydroxyprogestérone et estrogène
G03FA03 Éthistérone (en) et estrogène
G03FA04 Progestérone et estrogène
G03FA05 Méthylnortestostérone (en) et estrogène
G03FA06 Étynodiol (en) et estrogène
G03FA07 Lynestrénol (en) et estrogène
G03FA08 Mégestrol et estrogène
G03FA09 Norétynodrel (en) et estrogène
G03FA10 Norgestrel (en) et estrogène
G03FA11 Lévonorgestrel et estrogène
G03FA12 Médroxyprogestérone et estrogène
G03FA13 Norgestimate (en) et estrogène
G03FA14 Didrogestérone (en) et estrogène
G03FA15 Diénogest (en) et estrogène
G03FA16 Trimégestrone et estrogène
G03FA17 Drospirénone (en) et estrogène

### G03FB Progestatifs et estrogènes pour administration séquentielle
G03FB01 Norgestrel (en) et estrogène
G03FB02 Lynestrénol (en) et estrogène
G03FB03 Chlormadinone (en) et estrogène
G03FB04 Mégestrol et estrogène
G03FB05 Noréthistérone et estrogène
G03FB06 Médroxyprogestérone et estrogène
G03FB07 Médrogestone (en) et estrogène
G03FB08 Didrogestérone (en) et estrogène
G03FB09 Lévonorgestrel et estrogène
G03FB10 Désogestrel (en) et estrogène
G03FB11 Trimégestone (en) et estrogène
G03FB12 Nomégestrol (en) et estrogène

## G03G Gonadotrophines et autres stimulants de l'ovulation

### G03GA Gonadotrophines
G03GA01 Gonadotrophine chorionique
G03GA02 Gonadotrophine ménopausique humaine
G03GA03 Gonadotrophine sérique
G03GA04 Urofollitropine (en)
G03GA05 Follitropine alfa (en)
G03GA06 Follitropine bêta (en)
G03GA07 Lutropine alfa
G03GA08 Choriogonadotropine alfa (en)
G03GA09 Corifollitropine alfa (en)
G03GA10 Follitropine delta
G03GA30 Gonadotrophines, associations
« QG03GA90 » Follitropine (en)
QG03GA99 Gonadotrophines, associations

### G03GB Stimulants synthétiques de l'ovulation
G03GB01 Cyclofénil (en)
G03GB02 Clomifène
G03GB03 Épimestrol (en)

## G03H Anti-androgènes

### G03HA Anti-androgènes non associés
G03HA01 Cyprotérone

### G03HB Anti-androgènes et estrogènes
G03HB01 Cyprotérone et estrogène

## G03X Autres hormones sexuelles et modulateurs de la fonction génitale

### G03XA Antigonadotrophines et analogues
G03XA01 Danazol
G03XA02 Gestrinone (en)
QG03XA90 Anti-Pmsg
QG03XA91 Analogue d'hormone de libération des gonadotrophines hypophysaires, conjugué

### G03XB Antiprogestatifs
G03XB01 Mifépristone
G03XB02 Ulipristal
G03XB51 Mifépristone, associations
QG03XB90 Aglepristone

### G03XC Modulateurs sélectifs des récepteurs aux estrogènes
G03XC01 Raloxifène
G03XC02 Bazédoxifène
G03XC03 Lasofoxifène (en)
G03XC04 Orméloxifène (en)
G03XC05 Ospémifène (en)